# Cyrestis sumatrensis
Cyrestis sumatrensis är en fjärilsart som beskrevs av Otto Staudinger 1886. Cyrestis sumatrensis ingår i släktet Cyrestis och familjen praktfjärilar. Inga underarter finns listade i Catalogue of Life.